# Lophogaster erythraeus
Lophogaster erythraeus is een kreeftachtigensoort uit de familie van de Lophogastridae. De wetenschappelijke naam van de soort is voor het eerst geldig gepubliceerd in 1930 door Colosi.